# Graf Arco Brauerei
Graf Arco (Eigenschreibweise) ist eine Brauerei in dem niederbayerischen Markt Eichendorf, Ortsteil Adldorf. Sie besteht seit 1630. Im Jahr 2008 betrug der Bierausstoß etwa 80.000 hl.

## Geschichte
Anfang des 17. Jahrhunderts wanderten einige Grafen von Arco (ursprünglich aus der Stadt Arco im Trentino-Südtirol stammend) nach Bayern aus. 1812 erbten sie das Schloß Adldorf mit einer Brauerei mit Braurecht seit 1671. Bereits 9 Jahre später erbten sie das Schloß Valley in der Gemeinde Valley, ebenfalls mit Brauerei und einem auf 1630 zurückreichenden Braurecht. 1854 erfolgte die Namensmehrung der Grafen zu Arco auf Valley, welche sich im Unternehmensnamen weiterhin widerspiegelt.
Unter ähnlichem Namen braut Arcobräu (Besitzer und Betreiber sind ebenfalls Nachfahren der Grafen von Arco, die Familie Arco-Zinneberg).

## Brauereien
In der Brauerei in Valley wurde von 1630 bis 1994 gebraut. Eine weitere Braustätte war die 1673 gegründete Schlossbrauerei Birnbach. Diese wurde als Zweigbetrieb noch bis in die 2000er Jahre betrieben.
Weitere Brauereien, die von den Grafen Arco-Valley betrieben wurden, waren die Brauerei Lichtenstern in Nabburg (geschlossen 1974), und die Schlossbrauerei Oberköllnbach in Postau (geschlossen 1960).
Heute wird nur noch die Braustätte in Adldorf betrieben, deren Ursprung in das Jahr 1698 zurückgeht. Zusätzlich wurde 2017 auf Schloss Valley die Valleyer Schlossbräu wiedereröffnet.

## Produkte

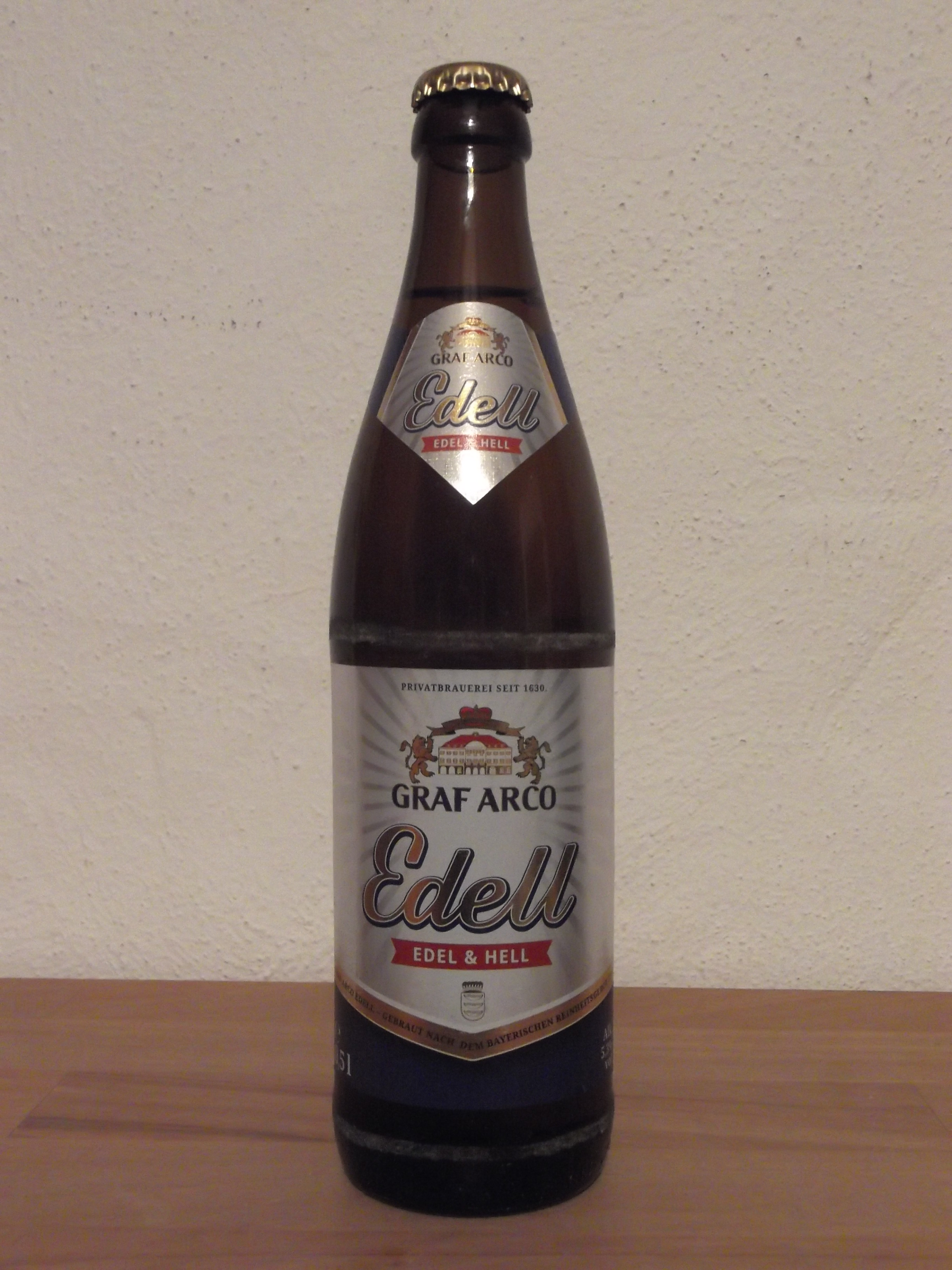
Graf Arco Edell

### Graf Arco
Die Produktpalette Graf Arco umfasst die Biersorten Helles, Helles Leicht, Helles Alkoholfrei, Edell, Grafentrunk, Wintermärchen, Birnbacher Schwarzbier, Pilsener, Brauburschn Weiße, Radler, Arcolator, Valley Lager und Jubiläumsbier. Abgefüllt wird ausschließlich in Kronkorkenflaschen.

### Valleyer Schloss Bräu
Unter dem Produktnamen Valleyer Schloss Bräu werden die Sorten Helles und Zwickl hergestellt und vertrieben.

### Alkoholfreie Getränke
Die Brauerei vertreibt Wasser und alkoholfreie Getränke unter dem Namen Adldorfer aus der Mineralbrunnen Dreibogen-Quelle.

## Sonstiges
Die Brauerei ist Mitglied im Brauring, einer Kooperationsgesellschaft privater Brauereien aus Deutschland, Österreich und der Schweiz.